# Перка
Перка (итал. Perca) — коммуна в Италии, располагается в регионе Трентино — Альто-Адидже, в провинции Больцано.
Население составляет 1409 человек (2008 г.), плотность населения составляет 44 чел./км². Занимает площадь 30 км². Почтовый индекс — 39030. Телефонный код — 0474.
Покровителем коммуны почитается святой Кассиан Римлянин, празднование 15 августа.

## Демография
Динамика населения:

## Администрация коммуны
- Официальный сайт: http://www.comune.perca.bz.it/